# Ramshytte ängar
Ramshytte ängar är ett kommunalt naturreservat i Örebro kommun i Örebro län.
Området är naturskyddat sedan 2012 och är 20 hektar stort. Reservatet består av ängsmark med omgivande lövskogar och våtmarker.